# Copenhagen Malmö Port

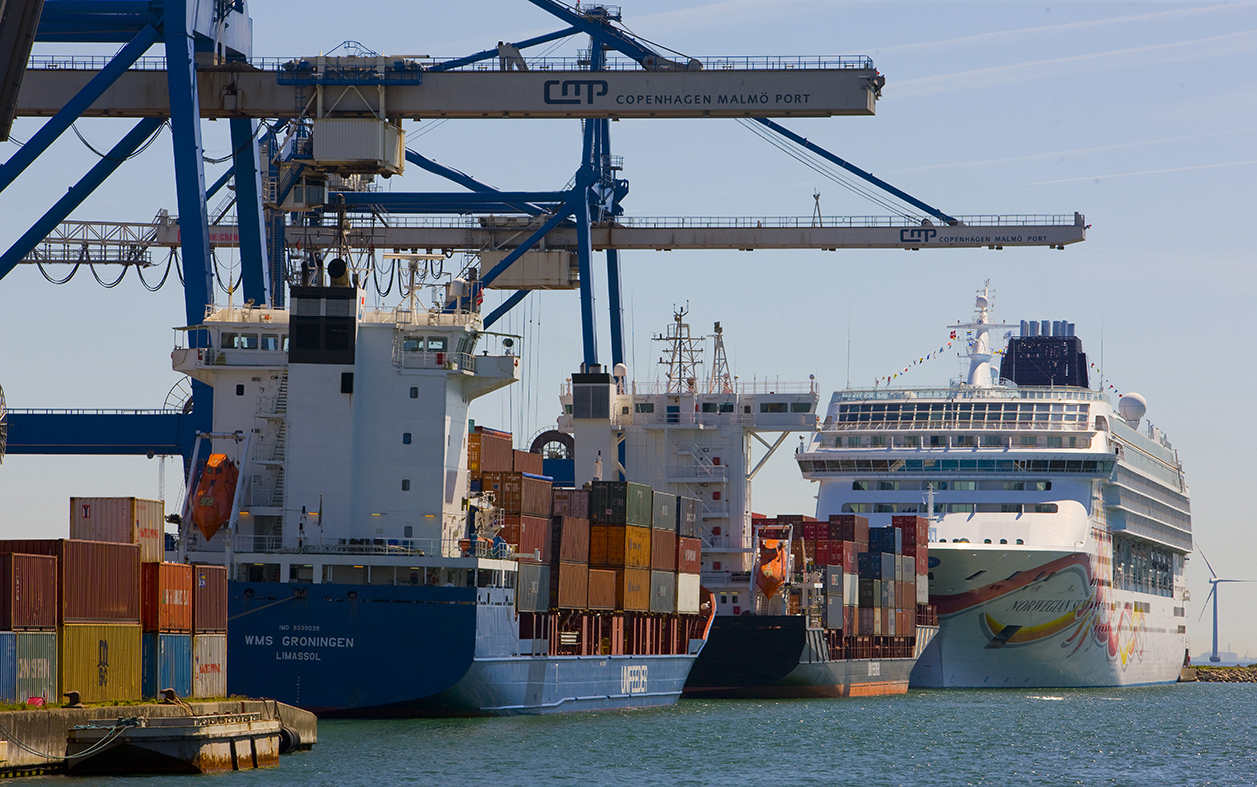
Lastning av containerfartyg i Köpenhamn.

Copenhagen Malmö Port AB är ett danskt-svenskt företag, som driver hamnarna i Köpenhamn och Malmö på ömse sidor av Öresund i Öresundsregionen. Företagets största ägare är Köpenhamns kommun genom By og Havn A/S och Malmö kommun.
Copenhagen Malmö Port hanterade 2023 ungefär 12,5 miljoner ton gods. Dess hamnar i Köpenhamn och Malmö hanterar RoRo- och containertrafik, kryssningstrafik, kombitrafik via järnväg samt olje- och torrlastterminaler. Dessutom driver företaget sedan 2018 terminalen för kryssningsfartyg i Visby.
Varje år tar hamnarna i Köpenhamn och Malmö emot cirka 4 500 fartyg. Köpenhamn och Malmö sammantagna är Nordens största bilhamn, som under 2023 hanterade cirka 237 000 bilar. Köpenhamn är idag en av Europas största kryssningsdestinationer[källa behövs], som 2023 tog emot omkring 940 000 passagerare.
I både Köpenhamn och Malmö drivs också färje- och passagerartrafik. Den största rutten är Köpenhamn–Oslo och den andra färjelinjen går Malmö-Travemünde. Under 2023 uppgick det totala antalet passagerare till ungefär 769 000.

## Historik

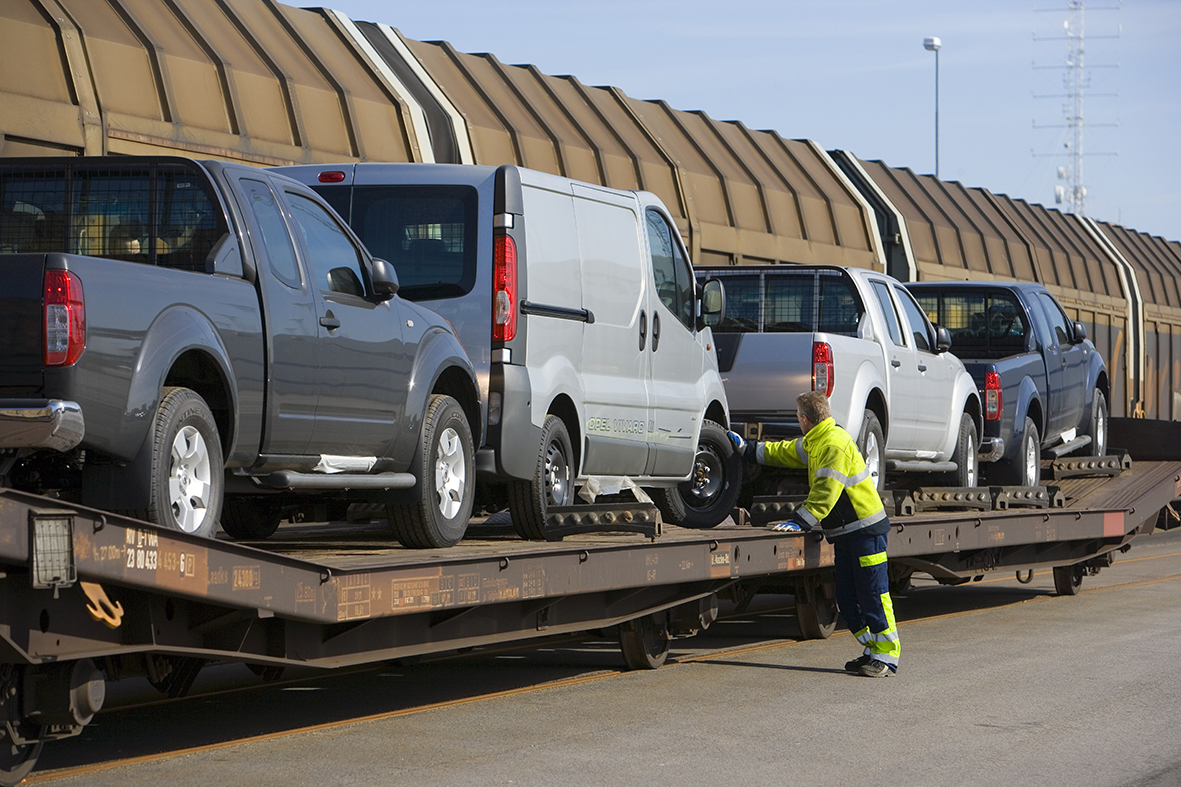
Lastning av bilar på tåg i Malmö.

Copenhagen Malmö Port är ett företag med ägare i Danmark och  Sverige. Företaget ägs av Udviklingsselskabet By og Havn I/S (50 %), Malmö stad (45,9 %) samt av privata investerare (4,1 %). Det bildades genom en sammanslagning av Köpenhamns hamn och Malmö hamn 2001, efter färdigställandet av Öresundsbron mellan Köpenhamn och Malmö.

## Investeringar

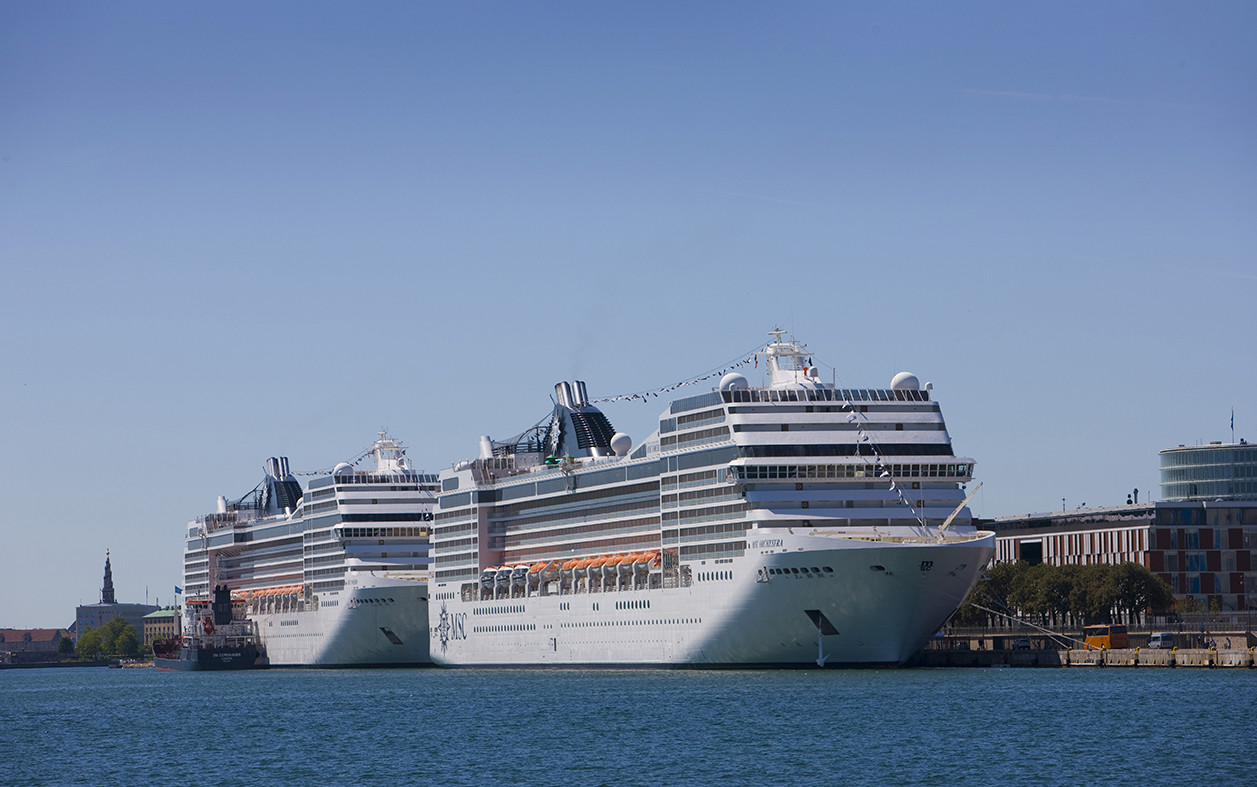
Kryssningsfartyg i Köpenhamn.

Mellan 2010 och 2014 investerades cirka 2,5 miljarder kronor på gods- och passagerarterminaler, kajanläggningar samt maskiner, kranar och infrastruktur.[källa behövs]
Det största projektet var Norra hamnen i Malmö, som invigdes hösten 2011. Tre terminaler byggdes i Malmös dittills största infrastrukturprojekt. Därefter började Malmö stad och Copenhagen Malmö Port att tillsammans etablera industriområdet Malmö Industrial Park. I maj 2014 invigdes en 1.100 meter lång ny kryssningskaj i Köpenhamn, varefter tre kryssningsfartyg kan tas emot samtidigt.